# شركة الأنجلو أمريكية
شركة الأنجلو أمريكية (Anglo American plc) هي شركة تعدين بريطانية متعددة الجنسيات يقع مقرها الرئيسي في جوهانسبرج ، جنوب إفريقيا ولندن ، المملكة المتحدة. إنها أكبر منتج في العالم للبلاتين ، مع حوالي 40 ٪ من الإنتاج العالمي ، فضلاً عن كونها منتجًا رئيسيًا للماس والنحاس والنيكل وخام الحديد والفحم المعدني والحراري. تمتلك الشركة عمليات في إفريقيا وآسيا وأستراليا وأوروبا وأمريكا الشمالية وأمريكا الجنوبية. 
أنجلو أمريكان لديها قائمة رئيسية في بورصة لندن وهي أحد مكونات مؤشر فوتسي 100. الشركة لديها إدراج ثانوي في بورصة جوهانسبرج.